# Paul Eckenhausen

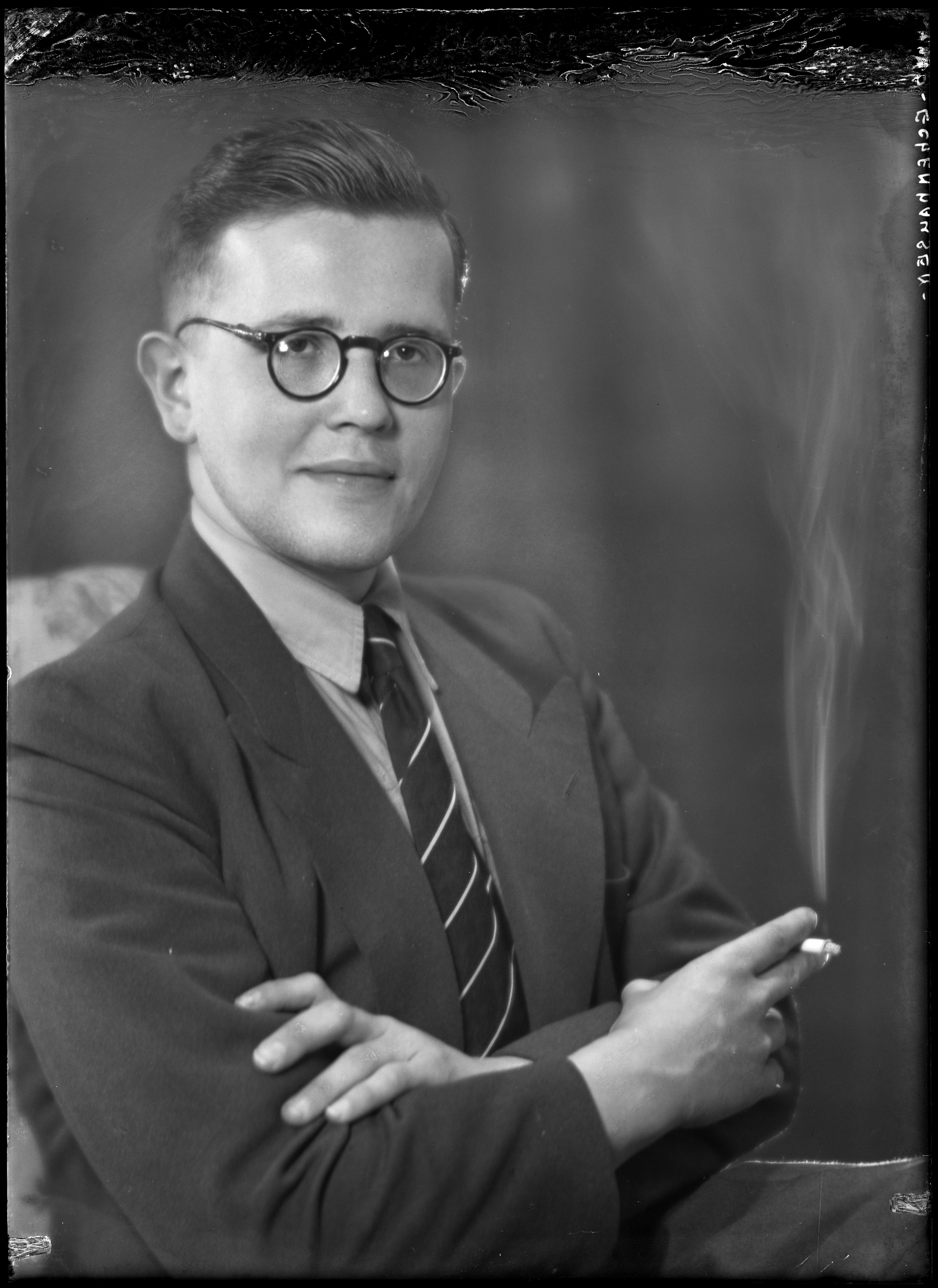
Paul Theodoor Eckenhausen (1920-1973)

Paul Theodoor Eckenhausen (Batavia, 26 maart 1920 – Sydney, 10 maart 1973) was een Nederlandse Engelandvaarder.
Eckenhausen kwam in 1939 voor zijn studie naar Nederland. Hij studeerde aan de TH Delft en woonde aldaar op Oude Delft 31. In de nacht van 27 op 28 september 1941 probeerde hij met Dirk van Swaay naar Engeland te varen in een vouwkano. Ze hadden tevoren hun kano in het tunneltje van het Zeehospitium bij Katwijk gelegd en vertrokken toen ze zagen dat de Duitse bewaker net langs was geweest. Het was donker en ze slaagden erin door de branding te komen. Alles leek voorspoedig te gaan maar toen ze bijna in Engeland waren, draaide de wind en dreven ze terug naar Zeeland. Bij Goeree gingen ze aan land. Ze werden gearresteerd en meegenomen naar het politiebureau in Rotterdam. Van Swaay slaagde erin door een luchtkoker te ontsnappen, Eckenhausen werd op 4 oktober 1941 naar het Oranjehotel gebracht.
Eckenhausen werd ter dood veroordeeld vanwege zijn poging om naar Engeland te vluchten, maar dit werd later veranderd in een levenslange gevangenisstraf. Hij werd overgebracht naar het tuchthuis Strafgefängnis Landsberg am Lech in de buurt van München, waar hij de oorlog overleefde. Samen met mr C.(Kees) van Rij, Bobby Rosenboom en Teye Pals reisde hij begin juni 1945 terug naar Nederland met een door de Amerikanen beschikbaar gestelde Opel.

## Na de oorlog
In 1946 werd Eckenhausen president van de Delftse studentenroeivereniging Laga. Hij studeerde in 1949 af als civiel ingenieur. Hij trouwde op 23 december 1949 in Amsterdam met de weduwe Bertha Allegonda Estella Kissing, die net als hijzelf in Batavia was geboren. Op 4 januari 1950 vertrokken ze naar Batavia. Hij overleed in 1973 in Sydney.

## Eerbetoon
- Laga noemde in de jaren vijftig een boot naar hem.[7]